# نغوين هوو آنه تاي
نغوين هوو آنه تاي (بالفيتنامية: Nguyễn Hữu Anh Tài)‏ هو لاعب كرة قدم فيتنامي في مركز الدفاع، ولد في 28 فبراير 1996 في فيتنام. لعب مع نادي هوانغ آنه جيا لاي.

## وصلات خارجية
- نغوين هوو آنه تاي على موقع قاعدة بيانات كرة القدم.إي يو (الإنجليزية)
- نغوين هوو آنه تاي على موقع Soccerway.com (الإنجليزية)